# Jeff Wrana
Jeffrey L. Wrana es un investigador del cáncer canadiense. Es científico de investigación del cáncer de mama de CIBC y presidente de investigación Mary Janigan en terapéutica del cáncer molecular en el Hospital Monte Sinaí y la Universidad de Toronto (U de T). Como Cátedra de Investigación Canadiense de Nivel 1 en Genética Médica y Microbiología en la U de T, Wrana fue elegido miembro de la Royal Society of Canada.

## Primeros años y educación
Wrana es originario de Scarborough, Ontario, Canadá. Completó su licenciatura en Ciencias en el University College (Toronto) en 1984 y su doctorado en 1991 en la Universidad de Toronto (U de T). Después de realizar su doctorado, Wrana completó su formación postdoctoral en el Centro de Cáncer Memorial Sloan Kettering de 1990 a 1995. Como becario postdoctoral, escribió un artículo fundamental que explica cómo una molécula rebelde de señalización en los cánceres podría comunicarse con otras células.

## Carrera
Después de su beca postdoctoral, Wrana aceptó un puesto de investigación en el Hospital Monte Sinaí en Toronto. Trabajando junto a Liliana Attisan, Wrana codescubrió que la mutación del gen MADR2 era responsable de algunas formas de cáncer de colon. Al aceptar un puesto de profesor en su alma mater, Wrana comenzó a centrarse en la familia de proteínas de señalización celular del factor de crecimiento transformante beta (TGF-) que regulan el crecimiento y la función celular. En su laboratorio, Wrana ayudó a definir los componentes de la vía de señalización de TGF-ß y determinar cómo las células internalizan sus receptores. Más allá de U de T, Wrana también continuó trabajando como becario de investigación internacional del Instituto Médico Howard Hughes. Los esfuerzos de Wrana fueron reconocidos con el Premio Paul Marks 2005 para la Investigación del Cáncer por el Centro de Cáncer Memorial Sloan-Kettering. También se le otorgó una Cátedra de Investigación de Canadá (CRC) de siete años en Genética Médica y Microbiología en la U de T. En su primer año como CRC, Wrana fue elegido miembro de la División de Ciencias de la Vida de la Royal Society of Canada.
En 2009, Wrana y su colega Ian Taylor desarrollaron Dynamic Network Modularity (Dynemo), un modelo biológico que podría ayudar a los médicos a predecir si una mujer tiene más probabilidades de sobrevivir y recuperarse del cáncer de mama: logró esto mediante el análisis de cómo las proteínas y otros componentes dentro de las células cancerosas interactúan entre sí para formar redes, y cómo las alteraciones de estos procesos podrían tener un impacto en la tumorigénesis, así como el uso de fármacos específicos en terapias oncológicas. Sus esfuerzos fueron reconocidos con el Premio Summit 2010 de Premier para Investigación Médica. Más tarde, Wrana colaboró con Andras Nagy en el Hospital Mount Sinai en un nuevo proyecto de células madre. Después de que Nagy descubriera un nuevo método para crear células madre pluripotentes sin alterar los genes sanos, sus laboratorios descubrieron formas de mejorar la eficiencia de la creación de células madre para su uso en la regeneración de tejidos. El equipo de investigación de Wrana también descubrió que la metástasis se estaba produciendo en pequeños fragmentos de células llamados exosomas. También descubrieron que la proteína Cd81, que es clave para la propagación del cáncer, también podría usarse como marcador de tumores agresivos.
En 2015, Wrana fue nombrada científica inaugural del CIBC en investigación del cáncer de mama en el Instituto de Investigación Lunenfeld-Tanenbaum. En este cargo, comenzó a investigar cómo las diferentes células contribuyen al desarrollo y mantenimiento de la microbiota intestinal. Para 2018, Wrana y su becario postdoctoral habían descubierto conjuntamente un nuevo tipo de célula en el revestimiento intestinal que llamaron «célula madre de reactivación». Esta nueva célula, que solo está activa durante 24 horas, es responsable de crear nuevas células madre adultas cuando el revestimiento intestinal está dañado y funciona para reconstruir el revestimiento intestinal. Fue reconocido con la Medalla McLaughlin 2018 de la Royal Society of Canada por sus «contribuciones fundamentales a nuestra comprensión de la biología, las enfermedades humanas y su tratamiento» y su liderazgo en la promoción de la «ciencia canadiense a través de instalaciones de investigación colaborativa e impacto internacional».
Durante la pandemia de COVID-19, Wrana utilizó su laboratorio y sus recursos para ayudar a analizar miles de pruebas de COVID-19 en todo Ontario. En agosto de 2020, su equipo de investigación utilizó la plataforma robótica para examinar miles de muestras positivas en busca de variantes mediante la secuenciación rápida de regiones de huellas dactilares del genoma viral para buscar mutaciones clave. Al año siguiente, Wrana fue co-investigadora en un proyecto destinado a analizar 10.000 pruebas de COVID-19 a la vez a través de C19-SPAR-Seq.